# アイランド・レコード
アイランド・レコード（Island Records）は、ジャマイカ生まれのレコードレーベルで、ミリー・スモールの『マイ・ボーイ・ロリポップ』を製作してスカのリズムを世界に広めたクリス・ブラックウェルにより、1959年に設立された。

## 歴史
初期はフォークの作品を主に発表していた。1962年、ブラックウェルが学生時代を過ごしていたロンドンにイギリス法人を構え欧州での活動を本格化した。ブラックウェルがスペンサー・デイヴィス・グループに在籍するスティーヴ・ウィンウッドと出会ったことにより、フォークからロック志向に変化した。フェアポート・コンヴェンションやフリー、トラフィックなど、個性的なロック、フォークのグループのレコードを次々に発表し、ピーター・バラカンら熱心な音楽ファンの間でも人気になった。他のインディペンデント・レーベル配給代行も行いE.G.レコードのキング・クリムゾンやエマーソン・レイク&パーマーの英国内での配給もこのレーベルであった。またレゲエのレコードも数多く発表している。1973年にはボブ・マーリー&ザ・ウェイラーズ（ザ・ウェイラーズ）やジミー・クリフを発表し、レゲエブームを巻き起こし、設立当初の目的も成し遂げた。1982年にはナイジェリア、ジュジュ・ミュージックのトップ・スターキング・サニー・アデを米西欧に紹介し、折からのエスニック・ミュージックブームの増進拡大の一助を担っている。レゲエの「タフ・ゴング」や、ソウルの「4th&ブロードウェイ」などの系列レーベルも所有した。
1987年スティーヴ・ウィンウッドがレーベル移籍で去った際に、ブラックウェルは音楽ビジネスとアイランド・レーベルの現状ついてのコメントを残し、1989年にはポリグラム（現：ユニバーサルミュージック）傘下に入り、ブラックウェルは会社を離れ、アイランド・デフ・ジャム・ミュージック・グループ（The Island Def Jam Music Group）内のレーベルとして運営されている。かつては、レゲエ専門のレーベル内レーベル「マンゴ（Mango）」を所有していた。

## 主な所属アーティスト
- アスワド
- アニー・レノックス
- アーニー・ケイドー
- アラン・ブラウン
- アンスラックス
- アンドリューW.K.
- Utada
- エイミー・ワインハウス
- エルヴィス・コステロ
- キング・クリムゾン
- キング・サニー・アデ
- クランベリーズ
- サム41
- サンディ・デニー
- ジョン・マーティン
- ジャッキー・エドワーズ
- スティーヴ・ウィンウッド
- スペンサー・デイヴィス・グループ
- スポーツ・チーム
- デフ・レパード
- DEAN
- トム・ウェイツ
- トラフィック
- ナタリー・インブルーリア
- ニック・ドレイク
- バッド・カンパニー（欧州（英国を含む）以外の配給権はスワン・ソング）
- B-52's
- パブロ・モーゼス
- パルプ
- フェアポート・コンヴェンション
- フォザリンゲイ
- フリー
- ヘプトーンズ
- ポーティスヘッド
- ボブ・ディラン（アサイラムに期間限定で在籍中に英国内で配給権を持っていた）
- ボブ・マーリー&ザ・ウェイラーズ
- ボン・ジョヴィ
- マイティ・ダイアモンズ
- マディソン・ビアー
- ミリー・スモール
- モット・ザ・フープル
- U2
- リチャード・トンプソン
- ロキシー・ミュージック
- ロバート・パーマー

注：過去に所属していたアーティストも含む。

## 日本盤の発売元
1967年当時は、日本ビクターレコード事業部（現：ビクターエンタテインメント）フィリップスレーベル部門から発売していた（LPカタログ番号はSFL-7XXXなど）。これはイギリス国内でレコード盤製造プレスと配給をイギリス・フィリップスに委託しブランドはフォンタナから発売されアメリカを除く海外配給権の扱いを大半で委任していたことによる。1969年には日本ビクターにフォンタナ・レコード部門が設けられアイランドもこのブランドで発売された（LPカタログ番号はSFON-7XXX、FOX-7XXXなど）。1970年合弁企業の日本フォノグラム（その後マーキュリーミュージックエンタテインメント → ユニバーサルシグマとなる）が設立され、フィリップス関連部門はここに移動して新譜と再発売を再開、8月にはアイランドを国内盤発売（LPカタログ番号はSFX-7XXXなど）した。本国アイランドは1967年、社の営業部門体制を強化し、フォンタナ・レコードを脱し自社名で国内配給を始めた。製造委託の基本は従来通りだったが、発注ミスのジャケット落丁など杜撰が多く社内混乱がそのまま製品に反映する始末だった。1970年頃には体制が整い海外配給権契約が見直され71年3月日本フォノグラムとの契約は解消する。アメリカは英フィリップスの配給には頼らずフォンタナ・レコード時代はユナイテッド・アーティスト・レコードなど、その後A&Mレコードに委託しのち現地法人アイランドU.S.A.を設立した。1971年キングレコードは短期間このA&Mレコード経由の配給権で再開し（LPカタログ番号はAML（i）-1XXXなど）のち契約を改めた（LPカタログ番号はICL-XX）。1974年に本社のプレス先が英EMIに変更し業務提携を結び海外配給権の大半を委託し、キングレコードとの契約が失効後東芝EMI（現：EMIミュージック・ジャパン）に移った（LPカタログ番号はILS-8XXXXなど）。
アメリカではA&Mレコードと現地法人アイランドU.S.A.がイギリス仕様のジャケット、国内向けにジャケット差し替え仕様に、編集した廉価仕様などそれぞれを発売し流通する状態が続いた。1981年、海外販売委託先を再度フィリップス（この当時は蘭ポリグラムの一部になっていた）に戻したため、日本は当時新興のポリスターに移動した。イギリス国内は契約期限から「アイランド・レコード創立25周年記念シリーズ」記念編集盤やカタログから廉価盤（LPレコードは「ILPM-XXXX」規格）を1984～88年までEMIの工場に製造委託した。1989年、製造委託を含めポリグラムの傘下に入ったこともあり、1992年より日本フォノグラムから配給されることになった（実際には復活）。1998年、ポリグラムは加シーグラムの子会社である米ユニバーサル ミュージック グループ（UMG）に売却され、現在、日本盤はユニバーサルミュージック（日本法人）から発売されている。